# 苗瓦迪
（皇家轉寫：Mia-wadi，直译：「綠寶石之地」；斯高克倫語：
；東波克倫語：），又译渺瓦底，為缅甸東南部克倫邦的城市，紧邻泰國边界。该市与泰国边境城镇湄索以莫艾河相隔，是缅泰两国最重要的贸易点，有亞洲公路1號線经过。

## 经济
过境是缅甸出口宝石的主要途径，许多宝石在过境后被人谎报产地。在缅甸政府把妙瓦底边境检查站提升为永久性检查站，并允许泰国居民只凭签证就可从泰国达府美速县进入缅甸内地的任何城市后，2013年上半年泰国达府美速县与缅甸妙瓦底边境检查站的贸易总额达到了230亿铢。因其在经济上的巨大贡献，两国在第7次泰国-缅甸贸易合作委员会（JTC）会议上一致同意推动双边经济成长，并使用“美索-妙瓦底模式”扩大两国贸易与投资合作，并制定计划加强双边经济多个方面的合作，推动经济发展战略尽快获得落实。

## 戰鬥
克倫民族解放軍2024年3月下旬-4月開始已陸續佔領緬軍位於妙瓦迪的多個據點。2024年4月11日，民地武发言人和泰国官员称，缅军部队已撤出在妙瓦底的最后一个阵地。
4月20日，駐守在泰緬第二友誼大橋的緬軍與克倫民族解放軍再一次爆發衝突，雙方交戰一日，最終在21日隨著克倫軍的慘勝最終控制了泰緬邊境的湄索泰緬第二友誼大橋的妙瓦迪一段。
4月24日，缅军对妙瓦底实施反攻，并迫使克倫民族解放軍从城市及周围据点暂时撤退，恢复了对妙瓦底的控制。

## 事件
2010年11月7日，缅甸警方以非法入境的指控拘留了为采访缅甸大选而越过缅泰边境来到苗瓦迪的日本记者山路彻（日本APF通信社负责人，本名松本彻，时年49岁）；山路彻于9日被释放。2017年6月，泰国大力打击非法外籍劳工，在妙瓦底将拘捕的缅籍劳工移交缅甸政府。
2022年8月，有消息指出，苗瓦迪是东南亚人口贩卖猖獗和欺诈犯罪中心之一。全球反詐騙組織成員表示，苗瓦迪地區分為北、中、南三大區，北邊是水溝谷的亞太城，中間是苗瓦迪市區，南邊則是KK園區等詐騙園區。北邊由克倫邊防軍（缅甸边防部队）管轄、中間是木桶將軍、南邊是KK將軍管轄。這三大區內的詐騙園區估算有40多處，從事詐騙的人口達30萬人。也有說法在苗瓦迪，至少有14個詐騙園區。當地成了詐騙集團的基地，常發生綁票人口、強迫被綁者從事詐騙的事情。除此之外，園區裡也曾發生強制活摘失去利用價值或不從者的器官的事件，受害人主要來自馬來西亞、泰国、越南、中國大陸、台灣和香港，受害人通常是受海外求職騙案、免費旅遊陷阱和網上愛情騙局等影響下，在泰國或柬埔寨被輾轉送到位於緬甸苗瓦迪的基地。
2023年8月，泰国警方发布最新数据，每年大概有7万名华人从泰国被贩卖到了缅甸的妙瓦底镇，相当于平均每天有将近200人被卖过去。2025年1月的王星失蹤案即为其中之一。
泰國政府為了打擊詐騙集團，於2025年2月5日對泰緬邊境包括苗瓦迪在內的五個對緬供電點切斷供電。
2025年2月，在多方压力下缅甸开始打击妙瓦底电诈园，并控制和遣返大批妙瓦底诈骗园内的非法入境外籍人员，其中多数人员为人口贩卖受害者，被迫参与了电诈、网赌等犯罪活动。。
2025年2月27日，自缅甸开始打击边境地区电诈集团后，已至少有七千名来自世界各国的被困人员从诈骗园区中被释放。但由于遣返进展缓慢，大部分人都还被困在位于泰缅边境生活条件恶劣的临时营地内。
截至2025年3月14日，共有2876名中国籍涉诈犯罪嫌疑人被中国公安机关押解回国。